# Ostrov nad Oslavou (nádraží)
Ostrov nad Oslavou je železniční stanice v severovýchodní části městyse Ostrov nad Oslavou v okrese Žďár nad Sázavou v Kraji Vysočina nedaleko řeky Oslavy. Leží na dvoukolejné elektrizované trati Brno – Havlíčkův Brod (25 kV, 50 Hz AC).

## Historie
Roku 1938 bylo Ministerstvem železnic vydáno rozhodnutí o dostavbě dvoukolejného železničního spojení z Havlíčkova Brodu dále do Brna přes Křižanov z důvodu zvýšení přepravní kapacity trasy dále na Slovensko, s plánem napojení slepé trati z Velkého Meziříčí v Křižanově. Budování trati pozdržela druhá světová válka, jednokolejný provoz byl zahájen 5. prosince 1953 a práce dále pokračovaly. 
Podobně jako v ostatních stanicích zde byl vystavěn staniční komplex ve funkcionalistickém slohu.
Elektrický provoz na trati procházející stanicí byl zahájen 7. listopadu 1966.
V roce 2019 byla nákladem 21 milionů korun modernizována staniční budova. 

## Popis
Nacházejí se zde dvě ostrovní, částečně krytá nástupiště, k příchodu k vlakům slouží podchod pod kolejemi.
Do žďárského zhlaví je napojena vlečka sousedící trakční napájecí stanice.